# 八戸テレビ・FM中継局
八戸テレビ・FM中継局（はちのへテレビ・エフエムちゅうけいきょく）は、青森県三戸郡に置かれているテレビとFMラジオの中継局。
階上町にテレビの中継局が、南部町にラジオの中継局がある。

## 中継局概要

### デジタルテレビ放送
階上岳の山頂付近にある大びらきには、在青テレビ局のデジタル八戸中継局が設置されており、八戸市や三沢市、十和田市などの南部地方の大部分をカバーしている。なお、当山を含む地域が2013年5月24日に三陸復興国立公園に編入されたため、青森県内の送信施設としては、十和田湖中継局に次いで2番目の国立公園内にある送信施設となった。
| ID | 放送局名         | 物理 チャンネル | 空中線 電力 | ERP   | 放送対象地域 | 放送区域 内世帯数 | 運用開始日    | 所在地   |
| -- | ---------------- | --------------- | ----------- | ----- | ------------ | ----------------- | ------------- | -------- |
| 1  | RAB 青森放送     | 22              | 100W        | 3.5kW | 青森県       | 約16万3000世帯    | 2007年 8月1日 | 大びらき |
| 2  | NHK 青森教育     | 14              | 100W        | 3.5kW | 全国         | 約16万3000世帯    | 2007年 8月1日 | 大びらき |
| 3  | NHK 青森総合     | 20              | 100W        | 3.5kW | 青森県       | 約16万3000世帯    | 2007年 8月1日 | 大びらき |
| 5  | ABA 青森朝日放送 | 24              | 100W        | 3.9kW | 青森県       | 約16万3000世帯    | 2007年 8月1日 | 大びらき |
| 6  | ATV 青森テレビ   | 18              | 100W        | 3.5kW | 青森県       | 約16万3000世帯    | 2007年 8月1日 | 大びらき |

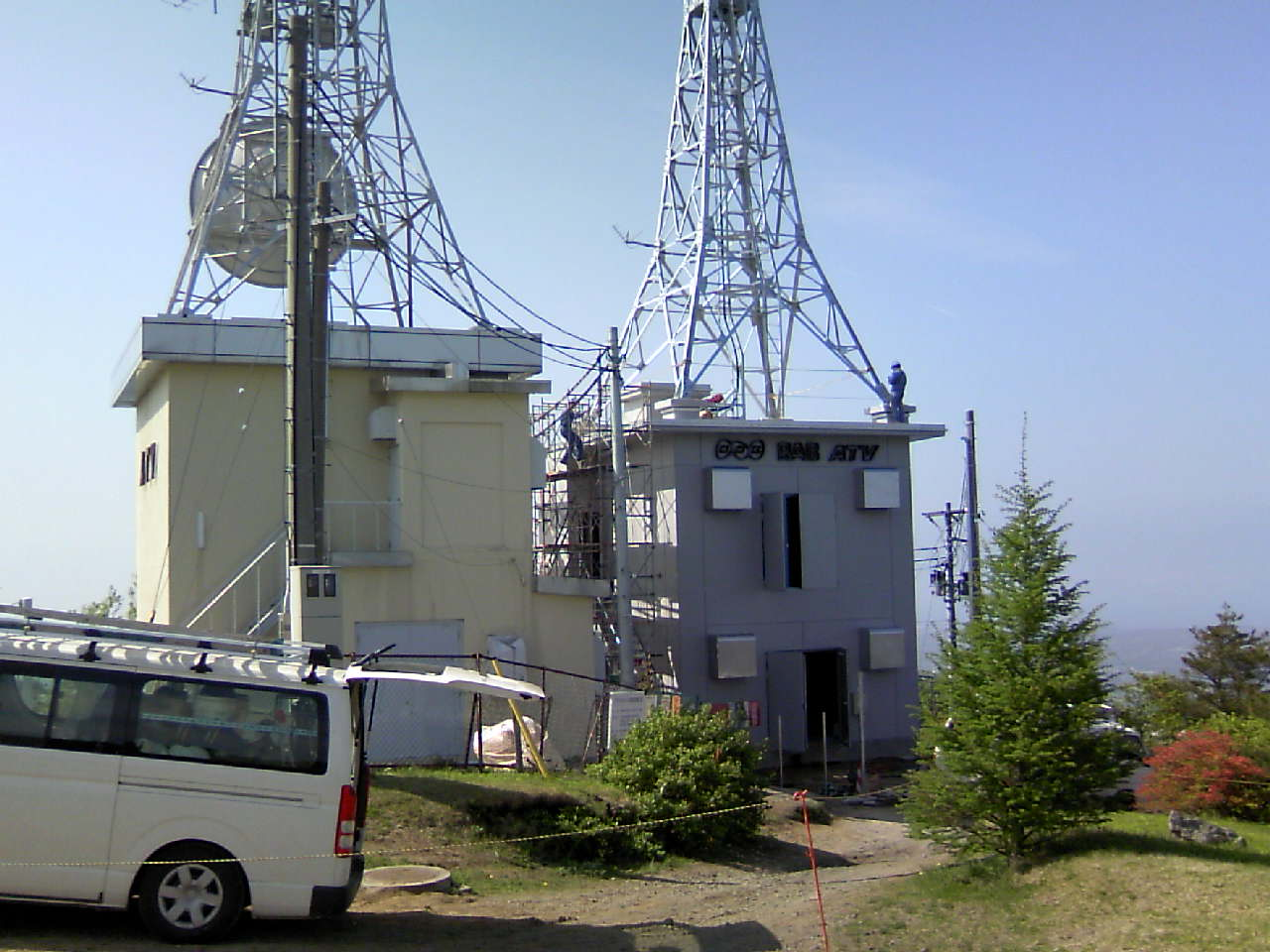
建設中の八戸デジタルテレビ放送中継所「NHK / RAB / ATV」（右）/左は、ATVアナログ中継所（2007年6月撮影）

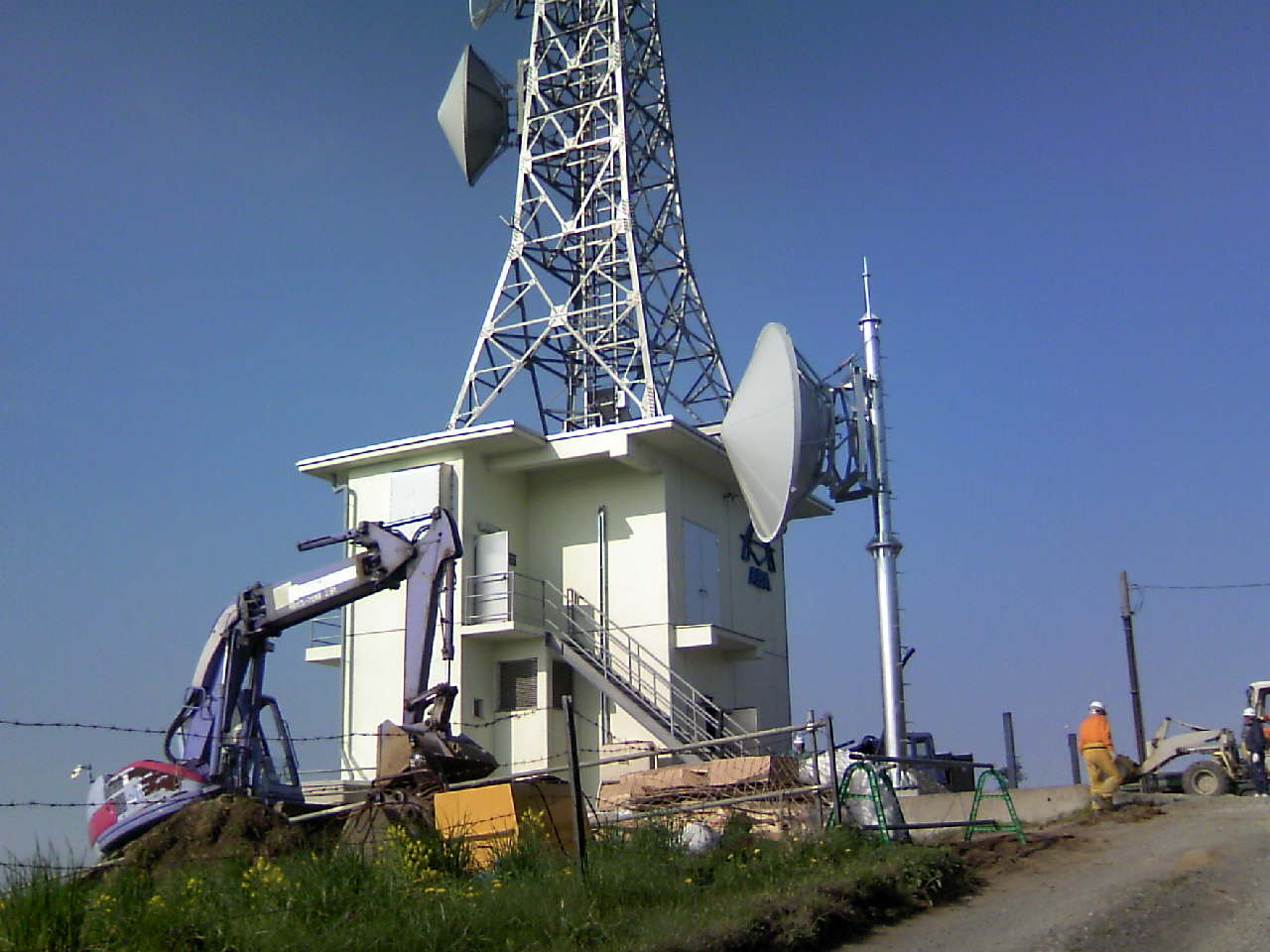
デジタルに向けて調整中のABAテレビ放送中継所（2007年6月撮影）

- デジタルテレビ中継局は、全局2007年7月27日から試験放送実施、7月30日に本免許交付、8月1日から本放送開始。
- デジタルの放送エリアは、三沢市・上北郡七戸町・上北郡おいらせ町の全域と八戸市・十和田市・上北郡六戸町・上北郡東北町・上北郡六ヶ所村・三戸郡階上町・三戸郡五戸町・三戸郡南部町の各一部地域。
- デジタルテレビ中継局の送信施設はNHK・RAB・ATVは新設で共同使用。ABAは既存のアナログ施設がそのまま使用されている[要出典]。

### NHK-FM、エフエム青森中継局
三戸郡南部町に設置されている。なお2005年1月3日現在のNHK青森放送局のチャンネル・周波数ガイドによればNHK-FMは天魔平に設置されている。
| 周波数 （MHz） | 放送局名         | 空中線 電力 | 実効輻射電力 | 放送対象地域 | 放送区域 内世帯数 | 運用開始日                     |
| -------------- | ---------------- | ----------- | ------------ | ------------ | ----------------- | ------------------------------ |
| 78.4           | AFB エフエム青森 | 500W        | 1.75kW       | 青森県       | 約13万世帯        | 1987年4月1日                   |
| 81.8           | NHK 青森FM放送   | 500W        | 1.75kW       | 青森県       | 約13万世帯        | 1969年3月1日 （1965年3月22日） |

### 青森放送FM補完中継局（RAB八戸FM）
三戸郡階上町大字鳥谷部に設置予定。2016年11月29日に無線システム普及支援事業費等補助金（民放ラジオ難聴解消支援事業）が総務省から交付決定され、2017年6月2日に予備免許交付、同年9月28日に本免許交付、10月1日に運用開始された。
| 周波数 （MHz） | 放送局名     | 空中線 電力 | 実効輻射電力 | 放送対象地域 | 放送区域 内世帯数             | 運用開始日    |
| -------------- | ------------ | ----------- | ------------ | ------------ | ----------------------------- | ------------- |
| 92.7           | RAB 青森放送 | 100W        | 1.25KW       | 青森県       | 173,181世帯 （カバー率89.0%） | 2017年10月1日 |

### マルチメディア放送
| 周波数 （MHz）                           | 放送局名      | 空中線 電力 | ERP   | 放送区域               | 放送区域 内世帯数 | 所在地 | 運用開始日     | サービス終了日 |
| ---------------------------------------- | ------------- | ----------- | ----- | ---------------------- | ----------------- | ------ | -------------- | -------------- |
| 214.714286 （VHF11chに相当する周波数帯） | Jモバ 八戸MMH | 7.5kW       | 110kW | 青森県と岩手県の各一部 | 約-世帯           | 階上岳 | 2013年12月20日 | 2016年6月30日  |

- 設備はABA中継局に増設。地上テレビ放送と同様、送信アンテナは北側のみの設置[要出典]。

## 廃止された中継局

### アナログテレビ放送
| チャンネル 番号 | 放送局名         | 空中線 電力        | ERP                  | 放送対象地域 | 放送区域 内世帯数 | 運用開始日     | 運用終了日     | 所在地 |
| --------------- | ---------------- | ------------------ | -------------------- | ------------ | ----------------- | -------------- | -------------- | ------ |
| 7               | NHK 青森教育     | 映像500W/ 音声125W | 映像5.2kW/ 音声1.3kW | 全国         | 約13万世帯        | 1962年 9月1日  | 2011年 7月24日 | 天魔平 |
| 9               | NHK 青森総合     | 映像500W/ 音声125W | 映像5.6kW/ 音声1.4kW | 青森県       | 約13万世帯        | 1960年 9月20日 | 2011年 7月24日 | 天魔平 |
| 11              | RAB 青森放送     | 映像500W/ 音声125W | 映像6.1kW/ 音声1.5kW | 青森県       | 約13万世帯        | 1960年 9月20日 | 2011年 7月24日 | 天魔平 |
| 31              | ABA 青森朝日放送 | 映像1kW/ 音声250W  | 映像39kW/ 音声9.75kW | 青森県       | 約16万2000世帯    | 1991年 10月1日 | 2011年 7月24日 | 階上岳 |
| 33              | ATV 青森テレビ   | 映像1kW/ 音声250W  | 映像38kW/ 音声9.5kW  | 青森県       | 約16万2000世帯    | 1970年 8月13日 | 2011年 7月24日 | 階上岳 |

- 地上アナログ放送放送終了日の2011年7月24日をもってすべて廃止された。
- NHKとRABの当中継局は、地上デジタル放送の階上岳ではなく、上記FM中継局の記載と同じく南部町苫米地の標高約130mと低い標高地点に置かれているため、エリアカバーできない地域に八戸沢里テレビ中継局や階上テレビ中継局及びNHK浜須賀中継局が、それぞれ置かれていた。なお、デジタル放送については、階上岳からの電波でカバーされたため、置局予定はなく、当地に置かれているテレビ中継局は、2011年7月24日をもって廃止された。
- 2009年、三戸郡および十和田市方面の地上デジタル放送開局に伴い、旧NHK総合鉄塔にデジタル放送中継伝送用のTTLパラボラが増設された。これにより、現在はFM送信所およびデジタル放送固定局の役割を負っている。